# 막스 볼프

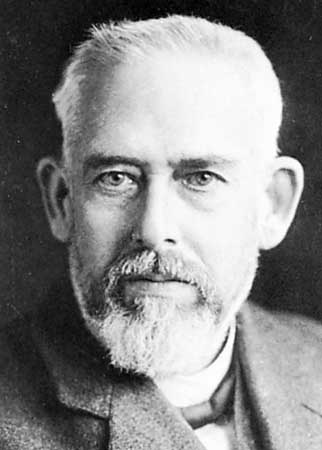
막스 볼프

막시밀리안 프란츠 요제프 코르넬리위스 볼프(Maximilian Franz Joseph Cornelius Wolf, 1863년 6월 21일 ~ 1932년 10월 3일)는 독일의 천문학자로, 사진을 사용한 천문학의 선구자다.